# St. Louis Superman
St. Louis Superman é um documentário de curta-metragem norte-americano de 2019 dirigido por Sami Khan e Smriti Mundhra que retrata sobre Bruce Franks Jr., um ativista e político dos Estados Unidos.
Franks tornou-se um ativista durante os tumultos em Ferguson em 2014, no subúrbio de Ferguson, no estado de Missouri, após o assassinato de Michael Brown no mesmo ano. Seguidamente, em 2016, foi eleito na Câmara de Representantes de Missouri. O filme cobre o seu tempo de governo e sua luta com situações problemáticas não resolvidas da infância, incluindo o fato de ter testemunhado a morte do seu irmão aos nove anos de idade.
Sheila Nevins, responsável pela seção documentários da MTV, comprou o documentário após a estreia no Festival de Cinema de Tribeca de 2019. Como reconhecimento, foi indicado ao Oscar 2020 na categoria de Melhor Documentário de Curta-metragem.